# Нижнедрезгалово
Нижнедрезгалово — село в Краснинском районе Липецкой области России. Входит в состав Дрезгаловского сельсовета.

## География
Село находится в северо-западной части Липецкой области, в лесостепной зоне, к западу от реки Дон, при автодороге 42К-453, на расстоянии примерно 11 километров (по прямой) к юго-юго-востоку от села Красного, административного центра района. Абсолютная высота — 180 метров над уровнем моря.

### Климат
Климат характеризуются как умеренно континентальный, с умеренно холодной продолжительной зимой и тёплым летом. Средняя температура воздуха самого холодного месяца (января) — −9,5 °C; самого тёплого месяца (июля) — 19 °C. Вегетационный период длится в среднем 180 дней. Среднегодовое количество атмосферных осадков варьирует в пределах от 500 до 531 мм, из которых около 70 % выпадает в тёплый период в виде дождя.

### Часовой пояс
Село Нижнедрезгалово, как и вся Липецкая область, находится в часовой зоне МСК (московское время). Смещение применяемого времени относительно UTC составляет +3:00.

## Население
| 2010 |
| ---- |
| 261  |

### Половой состав
По данным Всероссийской переписи населения 2010 года в гендерной структуре населения мужчины составляли 44,8 %, женщины — соответственно 55,2 %.

### Национальный состав
Согласно результатам переписи 2002 года, в национальной структуре населения русские составляли 96 % из 271 чел.